# Tanysphyrus ater
Tanysphyrus ater är en skalbaggsart som beskrevs av Willis Blatchley 1928. Tanysphyrus ater ingår i släktet Tanysphyrus, och familjen vivlar. Arten är reproducerande i Sverige.